# Begonia obsolescens
Espèce
Synonymes
- Begonia fengii T. C. Ku[2]

Begonia obsolescens est une espèce de plantes de la famille des Begoniaceae.
L'espèce fait partie de la section Diploclinium.
Elle a été décrite en 1951 par Edgar Irmscher (1887-1968).

## Répartition géographique
Cette espèce est originaire du pays suivant : Chine.